# Studio (czasopismo muzyczne)
Studio – czasopismo poświęcone rynkowi fonograficznemu muzyki poważnej, wychodzące w latach 1992–1999. Założycielem i redaktorem naczelnym był Mieczysław Kominek, muzykolog, reżyser dźwięku i dziennikarz Programu II Polskiego Radia (w tamtym okresie pełniący funkcję kierownika Redakcji Aktualności Kulturalnych).
„Studio” ukazywało się ze zmienną regularnością, początkowo jako dwumiesięcznik, a od 1996 roku jako miesięcznik. Pierwszym wydawcą była Tesa Telekomunikacja, od nr 2 – Niezależny Instytut Wydawniczy NIW, od nr 6 (sierpień 1993) – Prószyński i S-ka, a od nr 24 (6/1995) – Studio Classic. Ostatni, 65. numer ukazał się w maju 1999 roku.
Zgodnie z podtytułem „magazyn płytowy” (od 1996 roku „magazyn płytowy i radiowy”), pismo zamieszczało artykuły na temat nagrań i wykonań muzyki klasycznej, recenzje płyt, wywiady, sylwetki kompozytorów i wykonawców, dyskografie, a także program radiowej „Dwójki”. Od grudnia 1998 do każdego numeru dołączano płytę CD z tematycznymi kompilacjami nagrań pochodzących z archiwum dźwiękowego Polskiego Radia, na przykład „Karnawał i walc” czy „Śmierć i zmartwychwstanie”. Tu ograniczano się do polskich (w większości) wykonawców, takich jak Andrzej Hiolski, Jerzy Artysz czy Konstanty Andrzej Kulka.
Od 1996 roku magazyn przyznawał nagrody pod nazwą „Płyta Roku Magazynu Studio” w kilku kategoriach.

## Płyty CD wydane przez Studio Classic
- Muzyka pod choinkę / Kolędy, Chopin, Mendelssohn, Ravel (nr 12/1998)
- Karnawał i walc / Strauss, Chopin, Schumann, Liszt (nr 1/1999)
- Podróż zimowa / Schubert, Karłowicz, Kilar (nr 2/1999)
- Z nową wiosną / Chopin, Schumann, Wolf, Karłowicz, Beethoven, Bizet (nr 3/1999)
- Śmierć i zmartwychwstanie / Haydn, Pękiel (nr 4/1999)
- Melodie polskie / Chopin, Wagner, Liszt, Paderewski (nr 5/1999)